# Melinaea lateapicalis
Melinaea lateapicalis är en fjärilsart som beskrevs av Hall 1935. Melinaea lateapicalis ingår i släktet Melinaea och familjen praktfjärilar. Inga underarter finns listade i Catalogue of Life.